# Antropologia fecal
L'antropologia fecal és l'estudi dels excrements humans per determinar la dieta i la salut de la gent que els produïa.
Les llavors, els ossos petits i els ous de paràsits poden proporcionar pistes per esbrinar el tipus d'alimentació dels nostres avantpassats. La femta intacta de poblacions humanes antigues es pot trobar en coves amb un clima àrid i en certes altres localitzacions.